# Перохвостая тупайя
Перохвостая тупайя, или перьехвостая тупайя (лат. Ptilocercus lowii) — млекопитающее из монотипического семейства Ptilocercidae. Видовой эпитет дан в честь английского натуралиста сэра Хью Лоу (1824—1905).

## Описание
Самый выделяющийся признак этого животного — это хвост. Он тёмного окраса и безволосый, за исключением вершины, которая покрыта белыми волосами. Остальное тело бурого окраса, морда вытянута. Уши больше и тоньше чем у других видов тупай. Длина тела составляет от 10 до 14 см, хвост длиной примерно от 13 до 19 см.

## Ареал
Перохвостые тупайи распространены в южной части Малайского полуострова, на севере и в центре острова Калимантан, на крайнем севере Суматры, где известны лишь по единичным находкам, и близлежащих небольших островах (Банка, Сиберут и других). Обитают в лесах на высоте до 1200 метров над уровнем моря.

## Образ жизни
Ведёт ночной образ жизни. Животные живут на деревьях, отлично лазают и прыгают. При этом хвост служит балансиром. В течение дня они отдыхают, свернувшись, в самодельных, построенных из листьев и веток гнёздах.

## Питание
Питание этих животных состоит из насекомых, мелких позвоночных животных, таких как гекконы, и плодов.
По опубликованным в 2008 году исследованиям эти животные часто пьют нектар пальмы Eugeissona tristis, содержащий до 3,8 % алкоголя. При этом у них отсутствуют признаки опьянения, что свидетельствует о его эффективной переработке. По мнению исследователей, вероятно, алкоголь оказывает положительный психологический эффект.

## Размножение
О размножении этих животных известно мало. Период беременности длится от 45 до 55 дней. В помёте от 1 до 4-х детёнышей.

## Подвиды
Выделяют 2 подвида перохвостых тупай (Ptilocercus lowii):
- P. l. lowii
- P. l. continentis